# عبد العزيز بن حمد آل الشيخ مبارك
عبد العزيز بن حمد آل الشيخ مبارك (1862 - 1940) فقيه مالكي ومدرس ديني وشاعر سعودي. ولد في الهفوف في الأحساء. أقام في مكة والمدينة‌ مدّة من الزمن، ثم اتصل بأعلام الأدب والسياسة في دول الخليج العربي. عيّن مدرساً بمدرسة الأحمدية في دبي بعد افتتاحه في 1912 وهو أول معلم لها. ثم زار البصرة وسكنها مدّة، واتّصل بأدبائها وتزوّج فيها، ثم زار الكويت بدعوة من أميرها، ودرّس في المدرسة المباركية. له كتاب في الفقه سمّاه تدريب السالك في فقه الإمام مالك وله مجموعة شعريّة زادت على ألف بيت.

## سيرته
هو عبد العزيز بن حمد بن عبد اللطيف بن مبارك الأحسائي التميمي. ينتمي إلى أسرة آل الشيخ مبارك المعروفة. ولد في حي الرفعة من مدينة الهفوف في الأحساء سنة 1279 هـ/ 1862 م ونشأ فيها.

### سنواته الأولى وتعليمه
بدأ دراسته الأولية بالقراءة والكتابة، فحفظ القرآن في صغره. توجه مع والده إلى مكة، فأقام بها سنوات، قرأ فيها على علمائها العلوم الشرعية والتاريخية واللغوية. ثم عاد إلى الأحساء وواصل دراسته فأكمل تعليمه على علماء أسرته، فلازم عمه عبد الله بن عبد اللطيف، ووالده حمد بن عبد اللطيف، وأيضًا عبد الله الملا.

في سنة 1308 هـ/ 1891 م عاد مع بعض أفراد أسرته إلى مكة، وفي عودتهم من الحج نزلوا في مدينة حائل بإمارة آل رشيد، وكان حاكمها أنذاك محمد العبد الله الرشيد، بحث الأمير معه، فأعجب بعلمه وأدبه وأقام في حائل عدة أيام. وفي عام 1316 هـ قام برحلة صبحبة عمه راشد إلى البحرين، كما زاروا أكثر بلدان الخليج، وكان في رحلاته يعمل للدعوة الإسلامية.

### في التدريس
ولما أسست المدرسة المباركية في 22 ديسمبر 1911، دعاه مبارك الصباح ليكون أحد مدرِّسيها، فرحل إلى الكويت وقام بالتدريس فيها وتخرج عليه عدة علماء منهم: عبد العزيز بن حمادي، والشيخ عطية. كما هو أستفاد من مجالسة العلماء منهم عبد الله بن خلف الدحيان ويوسف بن عيسى القناعي وأحمد بن فارس وغيره.

أنشأ أحمد بن دلموك مدرسة في دبي المدرسة الأحمدية في 1912، دعاه ليشرف عليها، فوافق وتولى زمام التدريس والإشراف عليها وهو أول معلم فيها. وأقام في إمارة دبي مدة طويلة.

ثم زار البصرة وسكنها مدّة، واتّصل بأدبائها وتزوّج فيها. 

من تلاميذه في مدارس مختلفة هم: محمد بن عبد السلام مغربي وخميس بن راشد وأحمد بن حسن قاضي دبي، ومبارك بن علي الشامسي، ومحمد نور سيف ومحمد بن إبراهيم المبارك، أحمد بن سوقان، ومحمد بن علي آل عبد القادر، ومحمد بن عبد اللطيف الملا، وعبد العزيز بن عمر بن عكاس، وعبد اللطيف بن محمد بن سعد قاضي البحرين، وعبد الله الصحاف وثاني بن منصور آل أبو عينين وغيرهم.

## حياته الشخصية
سافر إلى الهند مرتين للعلاج. تزوّج في البصرة أثنا إقامته فيها.

## وفاته
توفي في 9 ذو الحجة 1359/ 7 يناير 1941 في مسقط رأسه. رثاه الشعراء بقصائد عديدة.

## شعره
قال عنه إميل يعقوب «من مدرسة الشعر القديم... شعره جيّد متنوّع الأغراض والمناسبات.» قال عنه عبد الفتاح حلو في كتابه شعراء هجر «عثرنا على كمية من شعره، زادت على ألف بيت تشف عن شاعرية وبصر بلغة العرب وآدابها. وأورد طائفة حسنة منها.» أبيات من شعره بعنوان أَلسُنُ الدَّهرِ بالفَنَا ناطِقَاتُ:

## مؤلفاته
صنف مختصراً في فقه مالك سماه  تدريب السالك في فقه الإمام مالك وله رسائل وفتاوى لم تطبع.

## وصلات خارجية
- تدريب السالك إلى قراءة أقرب المسالك في مذهب الإمام مالك نسخة محفوظة 11 يوليو 2013 على موقع واي باك مشين.
- في بوابة الشعراء